# 溫成皇后
溫成皇后張氏 （1024年—1054年2月18日)，北宋皇后(追封) ，出身清河張氏，河南永安（今河南鞏義市）人， 宋仁宗趙禎的寵妃，坤寧宮事變重要人物，先後受封清河郡君、才人、修媛、美人、貴妃 ，得宋仁宗專寵，禮儀逾於曹皇后。為安壽公主、寶和公主、唐國公主生母，至和元年正月八日（1054年2月18日）病逝，時年三十一歲。宋仁宗傷心不已，追封皇后，諡號温成。

## 生平
張氏曾祖张文渐为吴越国人，随钱氏纳土归宋，为東頭供奉官。祖父张颖进士及第，终于县令。父張堯封為進士，天聖初年客居南都（南京应天府，在今河南省商丘市），依附大姓曹氏，曹以女妻之。曹氏唯有张氏一女。张氏庶兄张化基，至少有两个姐妹。后，父亲張堯封擢進士及第，補石州軍事推官，未行，卒于京師。母親曹氏想带着女儿投奔大伯張堯佐，張堯佐以路远为由不收恤諸孤。曹氏只好将女儿卖入齊國大長公主府上當歌舞女。曹氏改嫁給蹇某，生下一個男孩取名守和。
张氏幼年入宫，入宫途径有三种说法，一说由齊國大長公主帶入宮中，進入宮中仙韶部 ，由宮女賈氏撫養；二说由伯父張堯佐妻錢氏納于皇太妃杨氏宮中；三说张氏八岁时，与姊妹三人由伯父張堯佐母钱氏（吴越钱氏）带入宫中，
張氏長大後姿色美豔，有倾国倾城之貌。在一次宮宴上，張氏因姿色出众，舞姿优美，被仁宗看中，成为他的嫔御。张氏聰明便巧、性情溫和、善解人意、多才多藝、能言善辩、尤善揣摩皇帝心思。宋仁宗以其良家子，待遇異諸嬪御。康定元年（1040年），已累封为清河郡君。同年十月癸未朔，与河南郡君朱氏並爲正五品才人。
康定元年（1040年），张氏生皇三女安壽公主。十二月丁酉，又进封正二品修媛。就在此年，张氏生下皇四女寶和公主。
慶曆二年（1042年）五月，宋仁宗追贈张修媛的父亲故石州軍事推官張堯封為秘書監。同月，長女安壽公主夭折，年三歲。安壽公主以母愛深得帝寵，其月薨，仁宗為之成服苑中，羣臣奉慰殿門外。閏九月，仁宗贈张修媛的曾祖東頭供奉官張文漸為寧州刺史，祖試校書郎張穎為光祿少卿，外祖應天府助教曹簡為秘書省著作佐郎。在宋朝，只有皇后家族才可贈官三代。张修媛家族追贈三世，前此未有也。
庆历三年（1043年）九月，次女寶和公主夭折。连丧二女，张修媛因此病重，说：「妾姿薄，不胜宠名，愿为美人。」或记为：「所以召災者，資薄而寵厚也，願貶秩為美人，庶幾可以消咎譴。」因此自請下遷为正四品美人，宋仁宗允许。庆历三年十二月（1044年），张美人生皇八女唐國公主趙幼悟。
慶曆六年（1046年）四月，仁宗進封其母安定郡君曹氏為清河郡夫人；七年五月，以其兄西頭供奉官、閤門祗侯張化基為密州觀察使。慶曆八年（1048年）十月十七日，因坤寧宮事變的護駕之功，再越級進封為貴妃。皇祐二年（1049年）六月戊辰，仁宗追贈张贵妃母越國夫人曹氏的曾祖旭為秘書丞，祖靖為祠部員外郎。庚辰，特封張貴妃第八妹為清河郡君。
張氏在四年內連生三女，又在短短幾年內從郡君一路進秩至四妃之首的貴妃，距皇后之位僅一步之遙，足見宋仁宗對其盛寵。有一次，張貴妃希望仁宗封其伯父張堯佐官職的事一波三折。之前，仁宗想封張堯佐為宣徽南院使（虛職），結果遭到台諫官的猛烈抨擊，不得已而作罷。張貴妃不死心，仁宗也決心一定要任命張堯佐官職。一天，仁宗上朝，貴妃送仁宗到殿門口，囑咐說：「官家今日不要忘了宣徽使！」，意思是提醒仁宗不要忘記下詔封張堯佐的事，宋仁宗聽罷連忙說：「放心！放心！」到了大殿，仁宗剛準備下詔任命張堯佐，知諫院包拯站了出來進言，勸仁宗「斷以大義，稍割愛情」大談為什麼不能任命張堯佐的理由，滔滔不絕。他擔任開封府知府時以廉潔著稱，執法嚴峻，不畏權貴。他說到激動處，唾沫也濺到仁宗臉上，這樣的情況下，仁宗不得不收回成命。仁宗回到後宮後，張貴妃迎上前去，還沒來得及說話，仁宗就一邊用衣袖擦著臉，一邊不耐煩地說：「今天包拯上了殿，唾沫都濺到我的臉上了，你只管要宣徽使，不知道包拯是諫官嗎？」這件事便因此而作罷。
張貴妃專寵，飲膳供給皆逾於曹皇后，幾奪其位數矣。曹皇后外甥女、宋英宗的皇后高滔滔本養於宮中，皆因溫成皇后盛寵被送回府。慶曆中，親事官乘醉入禁中，宋仁宗遣諭曹皇后、張貴妃閉閣勿出。曹皇后聽命，張貴妃直趨仁宗前。仁宗深爲感動，第二天對着輔臣流淚，輔臣亦泣。仁宗欲加寵張貴妃，樞相勸仁宗廢曹皇后，改立張貴妃爲皇后，羣臣固諫乃止。產於江西的金橘因爲遠，東京市民很難見到。後運至東京，由於張貴妃喜食金橘，仁宗便遣人南下江西採購，引得金橘在京名重一時。金橘遂在東京飲食市場上紅火起來了。

## 逝世、追封
至和元年（1054年）正月八日，張貴妃逝世。治喪於皇儀殿內。宋仁宗痛失爱妃，伤悼不已。輟朝七日，禁京城樂一月。丁丑，追册其为皇后，賜諡溫成。最初謚廣明皇后，又謚元明，终謚溫成，「德性宽柔曰温，齐圣广渊曰成」。正月二十日，自皇儀殿殯於奉先寺，儀衛甚盛。正月二十日殯成，宋仁宗前五日不視朝，兩府不入。
張貴妃病逝，宋仁宗感念張貴妃生前的柔情與善良，悲痛無比地對左右說，當年顏秀等人發動宮廷叛亂時，張貴妃不顧自身安危，挺身出來保護自己。天下大旱，爲了替他分憂，又是張貴妃，在宮中刺臂出血，書寫祈雨的禱辭。仁宗未有理會曹皇后在世的事實，決定以皇后之禮為張貴妃發喪，並追册为皇后。在左右宦官的支持下，宋仁宗最後決定用皇后之禮爲張貴妃發喪。在治喪的第四天宣佈追冊貴妃張氏爲皇后，賜諡溫成。受到宗室、大臣們的參拜告奠。曹皇后在世，卻另追冊貴妃爲后，於是出現了一生一死兩位皇后，如此逾禮之事，曠古未聞。臺諫連續上奏反對，趙禎置之不理。爲了自己心愛的女人，趙禎下令爲其輟朝七日，京師“禁樂一月”，京師惟一的活動便是爲溫成皇后舉喪。
錄溫成皇后從弟秘書省著作佐郎張希甫為太常寺博士，光祿寺丞張及甫為祕書省丞，太常寺太祝張正甫為光祿寺丞，右侍禁、閤門祗候張山甫為西頭供奉官；姪大理寺丞張守素為太子中書舍人，西頭供奉官張守誠為東頭供奉官；妹婿左班殿直、寄班祗候胡思廉，左侍禁曹詢並為閤門祗候；姪壻太常寺太祝盛和仲為大理評事，又錄其疏屬十數人，賜皇后母楚國太夫人曹氏敦教坊第一區。三月，皇后母楚國太夫人曹氏卒，輟視朝三日，仁宗幸其第臨奠。六月，追赠皇后父张尧封为清河郡王，母曹氏为齐国夫人。
溫成皇后葬奉先资福禅院，立庙于园侧，以知制诰岁时行礼。嘉祐四年（1059年）九月，张瓖再上疏“乞毁温成庙”，仁宗不理。嘉佑七年（1062年）正月，因京师水灾，谏官上言灾异乃违礼立温成庙，轻慢宗庙而起，仁宗无法，故更温成庙为祠殿，遣宫臣以常馔致祭。

## 家族
- 曾祖：張文漸，終官東頭供奉官、累贈寧州刺史、吏部侍郎、太傅
- 曾祖母：湯氏，追封樂平郡太君、魯國太夫人
- 外高祖：曹旭，贈秘書省丞
- 外曾祖：曹靖，贈飼部司員外郎
- 祖：張潁，終官秘書省校書郎、累贈光祿寺少卿、吏部侍郎、太尉
- 祖母：錢氏，追封安定郡夫人、韓國太夫人
- 外祖：曹簡，終官應天府助教、累贈秘書省著作佐郎、飼部司郎中
- 從父：張堯佐，終官天平軍節度使、光祿大夫、檢校太保、宣徽南院使、贈太師
- 從父：張堯卿，初贈太子中允、再贈太常寺少卿
- 父：張堯封，終官石州軍事推官、累贈秘書省監、刑部尚書、太師、開府儀同三司、追封清河郡王、謚號景思（德行可仰曰景 念終如始曰思）
- 母：曹氏，封越國夫人、楚國太夫人、追封齊國夫人
- 兄：張化基，終官西頭供奉官、閣門邸侯、累贈密州觀察使、安遠軍節度使
  - 侄：張守誠，終官西京左藏庫使
  - 侄：張守素，終官國子監博士
    - 侄孫女：張氏，適太子右監門率府率趙仲璑
- 妹：張氏，張貴妃第八妹，皇祐二年（1050年）六月庚辰，特封為清河郡君，進才人[1]
- 妹：除张才人外，温成皇后至少有两妹，是同父、是同母，无从考证。她逝世后，家族成员授官，其中，妹婿左班殿直、寄班祗候胡思廉、左侍禁曹詢，並為閤門祗𠉀[1]。
- 弟：蹇守和[2]

## 延伸阅读
[在维基数据编辑]
 《宋史·卷242》，出自脱脱《宋史》